# Зеленогорськ (Санкт-Петербург)
Зеленогорськ (до 1948 — Терійокі, фін. Terijoki) — місто в Російській федерації, муніципальне утворення в складі Курортного району Санкт-Петербурга, кліматичний курорт на північному березі Фінської затоки Балтійського моря.
Залізнична станція Зеленогорськ розташована на 50-му кілометрі лінії Санкт-Петербург-Фінляндський —Виборг. Населення — 14 958 осіб (2010), найменше за чисельністю мешканців місто в складі Санкт-Петербургу.

## Розташування та рельєф
Місто розкинулося на 13 км вздовж північного узбережжя Невської губи Фінської затоки Балтійського моря. Природний ландшафт утворює вкрите лісом пасмо дюн та пагорбів, яке переривається долинами річок і малими озерами, ставками і ділянками оголеної морени. Оточений піщаним («золотим») пляжем шириною до 160 м. На відстані 12 км від Зеленогорська — Сімагінське озеро зі зручними пляжами.

## Історія

Історичний герб Терійокі

У письмових джерелах фінське поселення Терійокі вперше згадується під 1548 роком у зв'язку з указом шведського короля Густава Вази про страту кількох місцевих контрабандистів. Серед страчених виявився якийсь Анті з Терійокі. У XVI столітті село Терійокі, що складалося з трьох оподатковуваних селянських дворів, було приписане до парафії Уусікірко. У першій половині XVII століття в Терійокі нараховувалося 29 дворів.
У 1721 році, після підписання Ніштадського миру, за підсумками Північної війни, землі Старої Фінляндії, де розташоване Терійокі, відійшли до Російської імперії і були включені до складу Виборзької губернії.
У 1848 році в Терійокі було 36 дворів і невеликий миловарний заводик, який обслуговувався чотирма робітниками. У 1870 році, після відкриття Фінської залізниці та будівництва першого дерев'яного вокзалу, у цих місцях стали з'являтися численні дачі. Селище швидко росло, влітку його населення доходило до 10 тисяч осіб. Багато петербуржців купували тут ділянки землі і оселялися на цілий рік.
У 1907 році в Терійокі було 1400 дач, 44 вулиці. У 1912 році сюди провели електрику. Влітку приїжджало 55 тисяч дачників. Постійних мешканців — 5 тисяч осіб. Основну масу власників та орендарів дач на рубежі XIX—XX століть складали купці, промисловці, заможне дворянство і чиновники з Санкт-Петербурга, столична інтелігенція.
У середині травня 1918 року внаслідок Першої радянсько-фінської війни Терійокі відійшло до Фінляндії. За підсумками Тартуського мирного договору 14 березня 1920 року кордон між РРФСР і Фінляндією був закріплений по річці Сестра.
Внаслідок Зимової війни 1939—1940 років Терійокі разом з усім Карельським перешийком було загарбане СРСР. Селище було повністю зруйноване і з 1940 року почало заселятися переселенцями з різних куточків СРСР.
Під час Другої світової війни, протягом 1941–1944 років, знову в складі Фінляндії. За Паризьким мирним договором 1947 року Виборзька губернія включена до складу СРСР, фінська волость Терійокі припинила існування.
У 1946 році Терійокі надано статус міста, а в 1948 році перейменоване на Зеленогорськ.
З 1991 року в складі Російської федерації.

## Персоналії
- Віцин Георгій Михайлович (1917—2001) — радянський та російський актор.

## Галерея

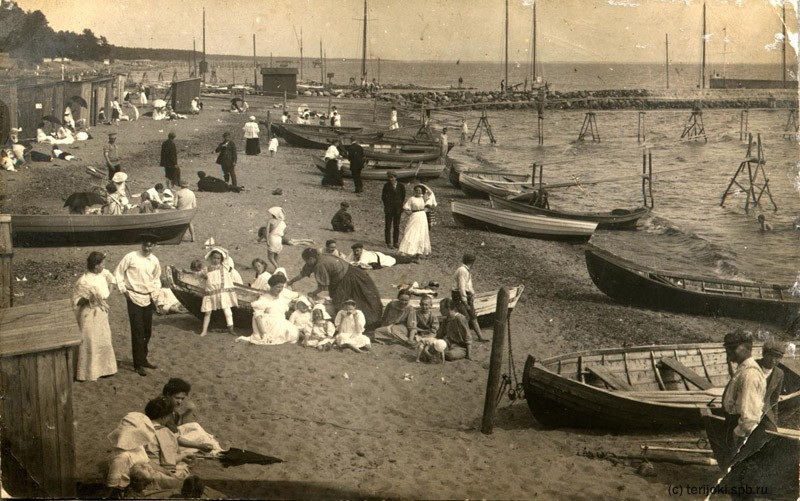
На березі Фінської затоки. 1915 рік
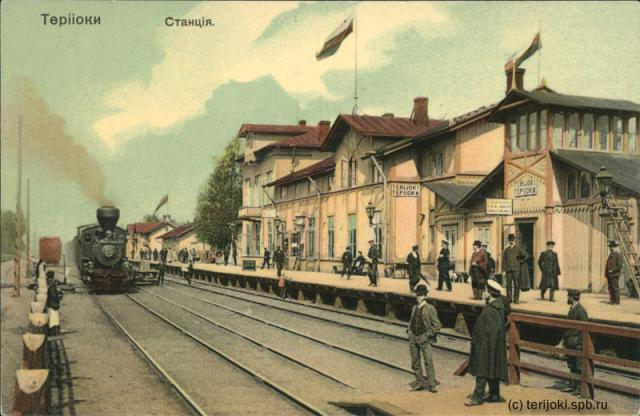
Прибуття поїзда на станцію Торійокі. 1910 рік
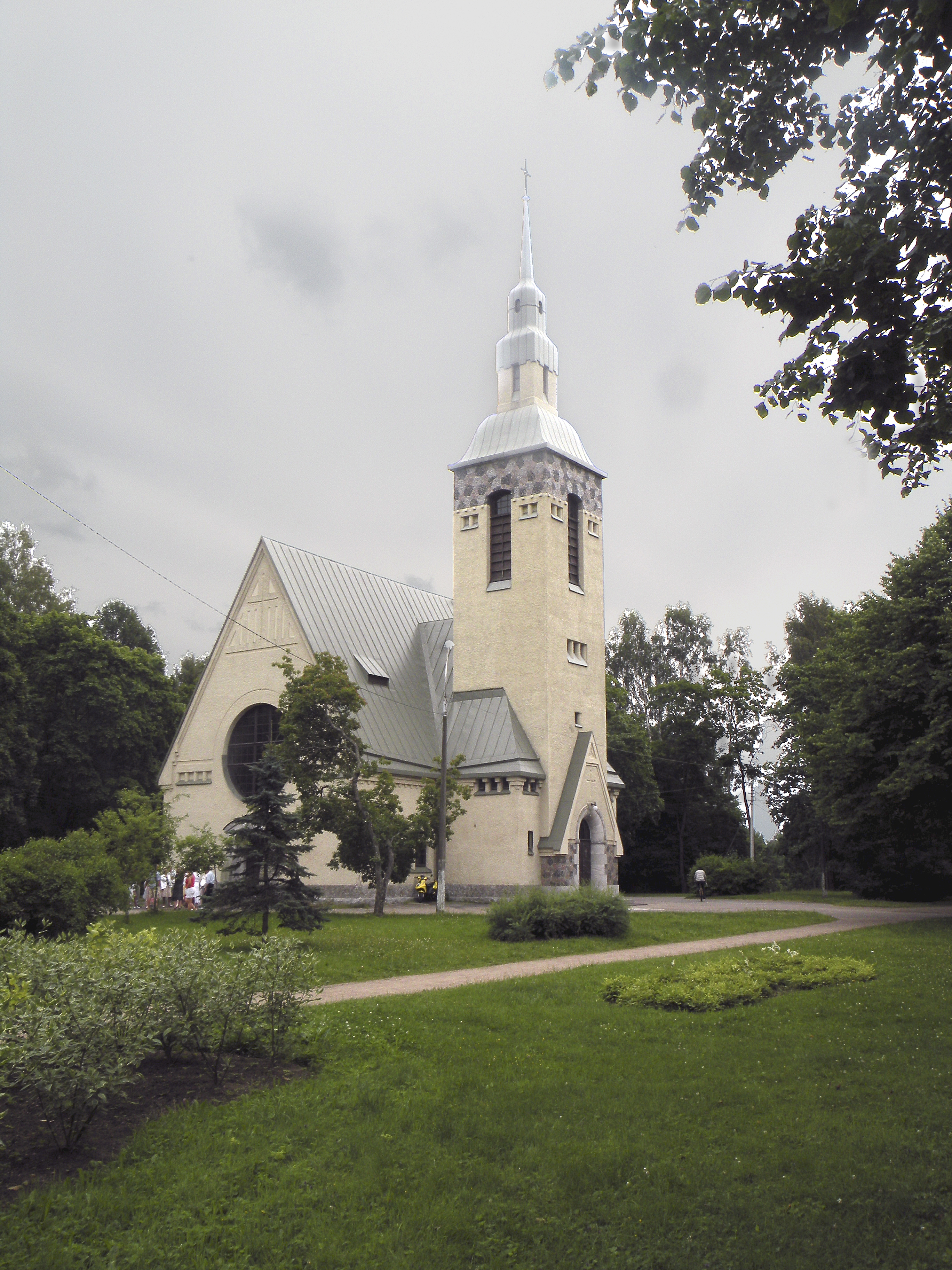
Лютеранська кірха Преображення Господнього
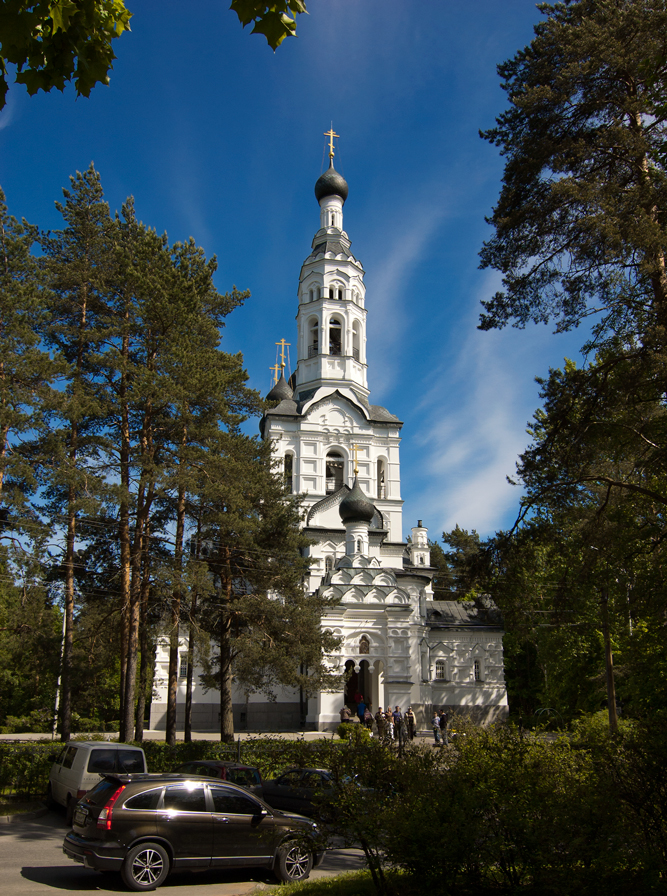
Православна церква Казанської ікони Божої Матері